# Дарбепоетин альфа
Дарбепоетин альфа – гормон білкової природи, отриманий шляхом модифікації еритропоетину по п’яти амінокислотним залишкам (N30, T32, V87, N88, T90) внаслідок чого він має п’ять N-пов’язаних вуглецевих ланцюжків, а не три, як ендогенний гормон. За рахунок цього Дарбепоетин має довший період напіввиведення та підвищену активність, але залишається вузькоспецифічним за своєю дією. Стимулює збільшення кількості еритроцитів у крові пацієнтів аналогічним з природним шляхом та використовується для лікування анемії. 
Препарат рекомбінантий, продукується генетично-модифікованою лінією клітин яєчників китайського хомяка.
Права на виготовлення та продаж препарату, що містить Дарбепоетин Альфа, належать компанії Amgen. Лікарський засіб має назву Аранесп, належить до групи протианемічних засобів.
Препарат було допущено для використання у вересні 2001 року Управлінням продовольства і медикаментів для лікування анемії у хворих на хронічну ниркову недостатність. У липні 2001 Європейське агентство з лікарських засобів надало дозвіл на використання Дарбепоетину альфа для лікування анемії у хворих на рак у період проходження хіміотерапії.

## Використання
Препарати, що містять Дарбепоетин альфа, вводяться в організм пацієнтів внутрішньовенно або підшкірними ін’єкціями

## Побічні ефекти
При використанні препаратів, що містять Дарбепоетин було відзначено підвищений ризик інфаркту міокарда, венозного тромбоемболізму, тромбозу та появи шкірних висипань. Для запобігання даних проявів рекомендовано хворим, що знаходяться у зоні ризику, приймати препарати з мінімально допустимим вмістом Дарбепоетину альфа.
До побічних ефектів також відносять біль у місці ін’єкції (>1%), шкірні висипання (>1%), підвищення артеріального тиску у пацієнтів із серцево-судинними захворюваннями.
У зоні ризику знаходяться пацієнти, що мають в анамнезі аритмію, гіпертензію, серцеву недостатність, які неможливо або важко точно контролювати лікарськими методами, вагітні, жінки у період лактації. Під час проведення випробувань на піддослідних тваринах не було виявлено значного впливу на ембріональний та постнатальний розвиток, роди, перебіг вагітності. Також не біло виявлено наявності Дарбепоетину у молоці та його проникність через плаценту є мінімальною.
Ефект передозування не було виявлено для даної діючої речовини.

## Протипоказання
Препарати, що містять Дарбепоетин альфа заборонені до вживання пацієнтами, що мають алергію на будь-який з компонентів препарату, серцево-судинні захворювання, що не корегуються лікарськими препаратами, пацієнтам хворим на серпоподібноклітинну анемію. Вживання у комплексі з іншими препаратами, що взаємодіють з червоними кров’яними тільцями потребує посиленого контролю з боку лікарів.